# 喝采
喝采（英語：Encore）是一部由蔡繼光執導的1980年香港青春時裝電影，描寫年輕人面對親情、愛情和友情的挑戰時的心態以及各自的理想，以清新風格和輕松手法拍攝，由有「中環三劍俠」之稱的陳百強，張國榮，鍾保羅，再加上翁靜晶主演。此片是陳百強及翁靜晶第一部擔任男女主角的電影，亦被廣泛認為是80年代香港第一部年輕人新浪潮電影。

## 製作背景
此電影的意念首先出自制片人孫泳恩，她得到商人楊受成愿意投資，便再邀陳欣健加入，孫泳恩進而與陳欣健合组富山有限公司。陳欣健人面廣、又會編劇，容易組織演員班底，成功率比較高。陳欣健隨後邀請了蔡繼光擔任導演，文雋及鄭丹瑞擔任編劇。這是電視編導、浸會學院傳理系講師出身的蔡繼光所執導的第一部電影。這也是楊受成投資的的第一部電影。
當時陳百強剛踏進樂壇，隨即走紅，是第一男主角的最佳人選，較早出道的張國榮則觀眾緣一般，唯有退居二線，仍是DJ的鍾保羅資歷最淺，順理成章做男三，三人均同屬經理人譚國基旗下。
角色設計上，參考占士甸經典《阿飛正傳》，張國榮代表叛逆，陳百強有如占士甸戲中好友西文尼奧，是個純情健康大男孩，鍾保羅則代表「出事」。
翁靜晶能成為《喝采》女主角完全是機緣巧合，亦與陳欣健和譚國基息息相关。當時她出於對過於嚴厲的媽媽的不滿而選擇離家出走，在盤纏用完不得不坐渡輪從澳門回到香港的時候遇到了認識翁靜晶一家的陳欣健，恰逢陳正在找《喝采》的女主角，在翁母的同意下陳遂將她帶到《喝采》位於海洋中心的試鏡會，翁靜晶連化妝品都沒帶，只是以一身簡單的工人褲裝扮到場，只由孫泳恩給予簡單化妝。由于試鏡時翁不太愿意表演評審要求的相當難看的癲癇病症狀，譚國基覺得她很有性格，而且他也認為陳百強也不會愿意與一個流著口水鼻涕癲癇症的女生合作，所以當場就拍板將翁定為女主角。
此片於1980年6月13日開鏡拍攝，在拍攝期間，陳百強年僅21歲，張國榮23歲，鍾保羅20歲，而翁靜晶則只有15歲。
陳百強戲中的家，是陳欣健現實的家，美術組一度將整間屋涂成紫紅色，惹得陳欣健太太勃然大怒，劇組才出手還原。
雖然主角是一班年輕人，但片場內氣氛緊張，導演蔡繼光非常嚴謹，偶爾會呼喝幾位主角，張國榮更顯得心事重重，經常獨坐一旁默不作聲，甚少與陳百強及鍾保羅談笑。
陳百強在戲中忘記翁靜晶所給的電話號碼，不斷打電話尋找夢中人，這個橋段是有心呼應Danny成名曲《眼淚為你流》，因為歌曲前奏正是陳百強打電話給女友。
陳欣健以自己形象塑造Danny戲中父親的原型，所以選了同樣面長的楊群，至於戲中的二叔只得幾場戲，為慳片酬Philip唯有粉墨登場，沒收一毛錢。
翁靜晶後來曾如此透露片中在海灘的一幕戲的幕後故事：「當年一幕海灘吻戲，導演本來要求親嘴的，但我們覺得「肉酸」拒絕了，堅持到最後還是變了親額頭，总之就是一对共同抗争的好拍档。」
電影中歌唱比賽的場景拍攝於香港大學陸佑堂。
三位男主角中，只有陳百強需要配音，張國榮與鍾保羅都是原聲演出。翁靜晶後來曾在某專欄透露，陳百強對自己的配音效果不滿意，翁靜晶跟他共同進退，所以兩人都要另覓他人配音。
陈百强主唱了电影中的主题曲《喝采》（又名《鼓舞》）和兩首插曲《初戀》及《眼淚為你流》。
電影拍攝完畢後陳百強與翁靜晶成為知心好友並經常攜手出席各大活動，從而被譽為金童玉女。後來翁靜晶亦透露當時陳百強很喜歡日本红星夫妻三蒲友和及山口百惠，更自稱陳友和，並稱翁靜晶為翁百惠。
《喝采》於1980.09.25在皇后戲院舉行了慈善首映。並於1980.10.02正式上映。

## 故事
Ken（陳百強飾）是一名樂觀善良的中學生，富有音樂天分。Ken與哥哥Paul（鍾保羅飾）感情深厚，Paul是出名的電台DJ，但兩人的父母皆忙碌於事業，對兩子疏於照顧。
Ken的叔叔（陳欣健飾）是一名潦倒畫家，雖與兄長（Ken的父親）不和，但惟獨與Ken非常投契。
Ken 18歲生日那天，父母忘記了，Paul也沒有時間，只有Ken的好友為他慶祝。
Ken有日在學校的圖書館遇上Julie（翁靜晶飾），為之吸引，一番輾轉，二人終成戀人。
Paul與未夠十六歳的女友Sue（黃嘉寶飾）偷嘗禁果，後來Sue懷疑自己懷孕，Paul父大怒。
Ken在學校遇上Gigo（張國榮飾），Gigo的向Ken發出挑戰要在業餘歌唱大賽中擊敗Ken。
Ken的好友阿傑（蔡浩生飾）突然隨家人移民外國，而同時Julie亦無故與Ken分手。落寞的Ken應要求替Paul暫代電台DJ一職，卻在無意中打破了Paul的飯碗。
Ken的叔叔因病去世，在親情、愛情、友情的多重打擊下Ken的情緒陷入極度低落，對於到來的歌唱大賽，Ken該如何面對？

## 迴響
1980年，香港各大傳媒曾如此評價《喝采》：
- 「香港時報」：《喝采》是香港年輕人的寫照。
- 「新報」：港產片罕有格調，《喝采》可觀。
- 「紅綠日報」：節奏輕快，成績甚佳。
- 「明報」：令你眼睛不想休息。
- 「明報晚報」：拍出青春抒情的調子。[14]

此片的票房收入高达290万港元，是1980年10月檔期票房榜的第一位，亦名列1980年度票房榜第11位。
此片的主題曲《喝采》後來成為香港最著名的勵志歌之一。
陳慧嫻在2008年「活出生命II」演唱會中透露《喝采》是她中學時期唯一一部翹課去看的戲。

## 主題曲及插曲
| 歌曲            | 主題曲/插曲 | 主唱   | 作曲   | 作詞   | 編曲         | 收錄專輯     |
| --------------- | ----------- | ------ | ------ | ------ | ------------ | ------------ |
| 喝采 (又名鼓舞) | 主題曲      | 陳百強 | 陳百強 | 鄭國江 | Chris Babida | 幾分鐘的約會 |
| 初戀            | 插曲        | 陳百強 | 陳百強 | 鄭國江 | 顧嘉輝       | 不再流淚     |
| 眼淚為你流      | 插曲        | 陳百強 | 陳百強 | 鄭國江 | Chris Babida | 眼淚為你流   |

## 演員表
| 演員              | 角色            | 粵語配音         | 關係                                              |
| 陳百強            | Ken Chung       | 黃志成           | 男主角，善良有理想，富音樂天分                    |
| 張國榮            | Gigo            | 原聲             | Ken的歌唱對手，自視甚高，叛逆不羈                 |
| 鍾保羅            | Paul Chung      | 原聲             | Ken的兄長，電台DJ                                 |
| 翁靜晶            | Julie           | 曾慶珏           | 女主角，Ken的女友                                 |
| 陳欣健            | Uncle Ray       | 原聲             | Ken的叔叔，潦倒畫家                               |
| 黃嘉寶            | Sue             | 曾慶珏           | Paul的女友                                        |
| 楊群              | 鍾先生          | 周永光           | Ken的父親，忙於事業                               |
| 莫紉蘭            | 鍾夫人          |                  | Ken的母親                                         |
| 梁智明            | 大舊            | 周永光           | Ken的好友（大塊頭）                               |
| 盧業瑂            | 肥妹            | 龍寶鈿           | Ken的好友                                         |
| 蔡浩生            | 阿傑            | 張炳強           | Ken的好友（四眼仔）                               |
| 楊振耀            | 楊振耀          | 原聲             | 電台DJ                                            |
| 鄭丹瑞            | 鄭丹瑞          | 原聲             | 歌唱比賽主持人                                    |
| 張武孝            | 老師            | 源家祥           | 訓導主任                                          |
| 梁克信            | 王先生          | 源家祥           | Uncle Wong                                        |
| 黃錦燊            | 黃錦燊          |                  |                                                   |
| 陸應康            | 警員            | 陳永信           | 邊境巡邏                                          |
| 雪梨              | 雪梨            |                  | Ken的同學（籃球場、圖書舘）                       |
| Trinity樂隊       | Trinity樂隊     |                  | 歌唱比賽參賽隊伍 樂隊成員：雷有曜、雷有輝、鄧祖德 |
|                   | Ping Pang樂隊   | 部份由林保全配音 | 歌唱比賽參賽隊伍                                  |
| 張國榮、 林迪安等 | Gigo & His Band |                  | 歌唱比賽參賽隊伍                                  |
| 俞琤              | 俞琤            | 原聲             | 歌唱比賽評判                                      |
| 譚偉華            | 譚偉華          |                  | 歌唱比賽評判                                      |
| 黎小田            | 黎小田          |                  | 歌唱比賽評判                                      |
| Joe Junior        | Joe Junior      |                  | 歌唱比賽評判                                      |
| 葉建華            | 葉建華          |                  | 歌唱比賽評判                                      |

## 其他職員
- 出品人：楊受成
- 副導演：葉輝煌、魯鍵
- 執行制片：韓坤
- 助理制片：彭耀邦
- 音樂助制：岑建勛
- 道具：李志明
- 配音導演：陳浩
- 化粧造型：陳文輝、黃凌慧
- 服裝設計：潘英
- 視覺特效：吳國華
- 燈光：張成東
- 錄音：Video Film Ltd
- 劇務：馮國輝
- 場記：關柏煊

## 軼事
- 翁靜晶在2023年「金雞華語影展中」中如此形容在拍攝《喝采》時初遇陳百強的情景：「我第一次見到Danny，就是在琴行那一幕，當我進去拍戲的地方，他一直在彈鋼琴，你可以想，一個那麼好看的男孩，專注地彈鋼琴，而且彈得那麼好，你會有一種暈倒、在飄的感覺！他給我的第一個印象，就如雕像般的美男子在彈鋼琴，所以印象非常深刻！」[17]

- 翁静晶在2023年《喝采》4K版首映禮上透露楊受成曾贈予名錶作為片酬的一部分：「片酬是有兩項的，在合同裏面是三千塊，其實Danny、我、楊受成先生和陳欣健先生全部都是家庭朋友來的，楊生稱我媽咪為「家姐」的[18]，《喝采》是aunty、uncle給機會小侄子們拍的，他們在喝茶聊天的時候就說「阿受，你怎麽出手那麽低，只有三千塊？」，於是他就說「行行行，你叫靜晶來我的錶行選錶吧。」，他那時候是代理世家（Saga）錶的，我媽咪就說你要懂事，不要去選最貴的，要選uncle代理的錶，於是我就選了一隻鑽石的世家錶，那是我的第一隻鑽石手錶，可能不过十萬吧，那隻錶我仍然保留著，依然很時尚。」[19]

- 翁静晶亦透露片中最后一幕女主角用的Walkman随身听是當時時尚之極的高端產品（Walkman剛於1979年推出）。她亦表示陳欣健演的畫家畫的是「行貨畫」，是一種專門賣給遊客的油畫。[20]

- 編劇文雋在2023年《喝采》4K版首映禮上透露︰「陳欣健本來不是找我和鄭丹瑞寫劇本，原意是找張堅庭，但張覺得自己多是寫港台劇，年輕題材不適合便推薦了我。」

- 監製陳欣健在2023年《喝采》4K版首映禮上透露：「回想當年找投資，過程絕不容易。要拍一部地道的香港年輕人電影，之前從未成功過，那年頭動作片大熱，一找人投資電影就問你︰『有沒有梁小龍？』『有沒有動作場面？』直至孫泳恩介紹楊先生做出品人才有轉機。」

- 陳欣健亦透露張國榮起初不願接拍《喝采》：「當時Leslie未走紅，還在麗的拍劇，但我從經理人口中得知，Leslie其實不太想演這個角色，一來叫做反派，二來不是主角，最後經理人花不少唇舌說服了他才肯演。」[21]

- 鄭國江在2023年《喝采》4K版首映禮上透露電影中陳百強唱的主題曲是由監製陳欣健負責聯絡的︰「記得陳欣健先交一首旋律給我，當時相約在片場交收，那是我第一次見到Danny，那年頭做歌手的都有相當的資歷，他相對非常年輕，同場又見到翁靜晶，甚麼是金童玉女，就是這種。」

- 鄭國江亦如此透露《喝采》的歌詞由來：「我知道首歌會用於鼓勵翁靜晶，在戲中接受一個大手術，所以很快就想到大概的方向，也很快就完成並相約陳欣健在TVB錄影廠交收。當時他很忙，我要在另一個錄影廠等他，而就在這段時間，一直在審視自己這份歌詞，看看有沒有更適合的詞彙可以替換，最終給我想到兩句『將一聲聲嘆息　化作生命力』，我覺得這兩句完完全全符合整個主題，有了這兩句自己已非常滿意，於是不理陳欣健在隔壁廠是否已拍完，放下歌詞便走了。」[22]

- 導演蔡繼光在2023年接受「頭條日報」訪問時透露拍攝期間陳百強的軼事：「片中有場互灑爽身粉的戲份，Danny不肯拍，因為他有潔癖，說這麽骯髒不拍，他試過在藝術中心拍追的士的戲，都不肯去那裏的廁所，要回去伊利莎伯大廈他家裏的才肯去。」蔡導怕往後失控，一度要脅Danny『你不拍就走，但不要再回來，我再換人拍』Danny隨即打電話向當時的經理人譚國基求救，譚國基叫他『你千萬別走，快點回去拍戲啦』。」蔡導讚Danny專業，有不滿但埋位時看不出來，「他回來拍，拍得很開心很投入。」

- 拍完《喝采》3年後，蔡繼光去探徐克班時再次遇見陳百強，當時陳百強非常嚴肅、神情凝重地跟導演說︰「蔡導演，我現在很用心的去拍戲。」[23]

- 蔡繼光亦透露了一些女主角的選角故事：「當年陳欣健帶了兩個女孩跟我見面選角，一個是翁靜晶，另一個就是周秀蘭，選翁靜晶是因為感覺她比較西化，跟這部戲的氣氛比較合拍，也較襯Danny，同時她開放一些，可以嘗試不同的東西，周秀蘭是傳統香港乖女孩的形象，不是太適合這部戴。」當年翁靜晶雖然年紀輕，但在蔡導眼中一點也不像15歲。[24]

- 蔡繼光在2023年接受「威哥會館」訪問時透露張國榮曾向他表示他不願拍打架戲，因此在片中的Disco場景中由他身旁的朋友（林迪安飾）代他演打架的戲份。

- 蔡繼光亦曾透露此片採用Nagra專業小型母帶機錄音。[25]

- 在歌唱比賽場景中，因為資金有限請不到過百名臨時演員，最後邀請了陳百強歌迷會的會員客串當觀眾。[26]

- 編劇兼著名DJ鄭丹瑞後來透露當時他一度因為在之前的戲劇的編劇成績不理想而萌發放棄編劇事業的念頭，幸得陳百強在此劇中對他的鼓勵而令他重拾信心，他道：「我記得在慶功宴上面，有一個人走過來向我敬酒。他說多謝我，寫了個這麼好的劇本給他演。我回敬他一杯，亦都多謝他將我筆下的角色演得這麼好。他就是陳百強。」[27]

- Ken在圖書舘再遇Julie並追下樓的場景拍攝於香港藝術中心，第三次在電動扶梯遇見Julie則拍攝於中環，而最後大家目送飛機離去的場景則拍攝於龍翔道觀景台。

## 爭議
身為香港商業電台DJ的鍾保羅在片中有一場床戲，商業電台高層俞琤擔心該場床戲影響鍾保羅形象，向監製陳欣健要求刪剪，否則商業電台將禁播此片的歌曲，但劇組拒絕刪剪。

## 4K數碼修復版
《喝采》闊別大銀幕長達43年，到2023年適逢陳百強逝世30周年，英皇電影歷經一年修復，《喝采》4K數位修復版於2023年11月2日再度公映。
此電影的原始母帶為24格菲林，而24格所需的修復時間大約1️天，一部90分鐘的電影就有129,600萬格。首先將菲林逐格掃瞄，再利用影音工作軟件重建，將電影回復到原本面貌，4K修復後，在觀影上顯得畫面密度更高，更清晰順滑，不過度銳利，亦不會將暗位過度推高，同時畫面的穩定度亦更高。
《喝采》4K修復版於2023年10月25日在尖沙咀iSQUARE英皇戲院舉行慈善首映，多位原電影原創人員受邀到場觀影，英皇還連續多日在此地點舉辦《為陳百強喝采 • 紀念展》。該電影修復版亦被選為廈門「金雞華語影展」的閉幕片。

## 另見
- 電影《失業生》(1981年)

## 衍生作品
2003年，一部《一起喝彩》青春偶像劇在網上播出。此劇由朱鋭斌導演，文雋製片，天馬艦有限公司及英皇有限公司出品。故事講述兩個背景出身迥異但就讀同一名校的年青人不同的人生歷程。其後此劇亦在電視台播出。
2006年，高志森監製及導演了一部《喝彩》音樂劇，故事描述的是三個青年的奮鬥歷程。此音樂劇在香港、澳門、新加坡、馬來西亞、加拿大以及大陸多地巡演逾百場，但有評論指此音樂劇的故事存在很多不實的映射。

## 備註
1. ↑  截至2023年12月3日

## 外部連結
- 香港影庫上《喝采》的資料（繁體中文）
- 互联网电影数据库（IMDb）上《喝采》的资料（英文）